# A Brussels Airlines úti céljai
2021 májusában a Brussels Airlines a következő célállomásokat szolgálta ki:

## Fordítás
- Ez a szócikk részben vagy egészben  a   List of Brussels Airlines destinations című angol Wikipédia-szócikk ezen változatának fordításán alapul.  Az eredeti cikk szerkesztőit annak laptörténete sorolja fel. Ez a jelzés csupán a megfogalmazás eredetét és a szerzői jogokat jelzi, nem szolgál a cikkben szereplő információk forrásmegjelöléseként.